# Britanci
Britanci, ime kojim se označavaju narodi čije je podrijetlo anglosaksonsko, odnosno stanovnici Britanskog otočja, Otoka Man, Kanalskih otoka i britanskih prekomorskih teritorija. Britancima u svojoj Human Geography of the UK Irene Hardill, Eleonore Kofman i David T. Graham nazivaju Engleze, Škote pa i keltske Velšane, dok ih neki drugi autori smatraju jedinstvenom nacijom. 
Svoje ime Britanci dobivaju preko starih keltskih Brita koji su bili prastanovnici Britanskog otočja. Njihova populacija u svijetu danas iznosi 50.582.000 u 206 zemalja, od čega najviše u UK (44.889.000), Australiji (1.324.000), Kanadi (609.000), SAD (689.000), Španjolskoj (777.000) i drugdje. Govorni jezik im je engleski.

## Vanjske poveznice
- British